# Krätze
Krätze, fachsprachlich auch Skabies, Scabies (von lateinisch scabere ‚kratzen‘) oder Acarodermatitis, früher auch beim Menschen als „Räude“ bezeichnet, ist eine weitverbreitete, durch die Grab- bzw. Krätzemilbe (vor allem Sarcoptes scabiei) verursachte parasitäre Hautkrankheit des Menschen. Die halbkugelförmigen, 0,3–0,5 Millimeter großen Weibchen der Krätzmilbe bohren sich in die Oberhaut (Epidermis) und legen dort in den Kanälen (canaliculi, Milbengänge) Kotballen (Skybala) und ihre Eier ab. Ihre Absonderungen führen zu erheblicher Schädigung der Haut. Die Inkubationszeit beträgt etwa einige Tage bis sechs Wochen. Für befallene Patienten gilt in Deutschland nach § 34 Infektionsschutzgesetz bereits bei Verdacht ein Verbot des Aufenthalts und Arbeitens in Gemeinschaftseinrichtungen. Die Therapie erfolgt bevorzugt durch spezielle Cremes, Emulsionen oder Tabletten und eine Reihe von Hygienemaßnahmen.

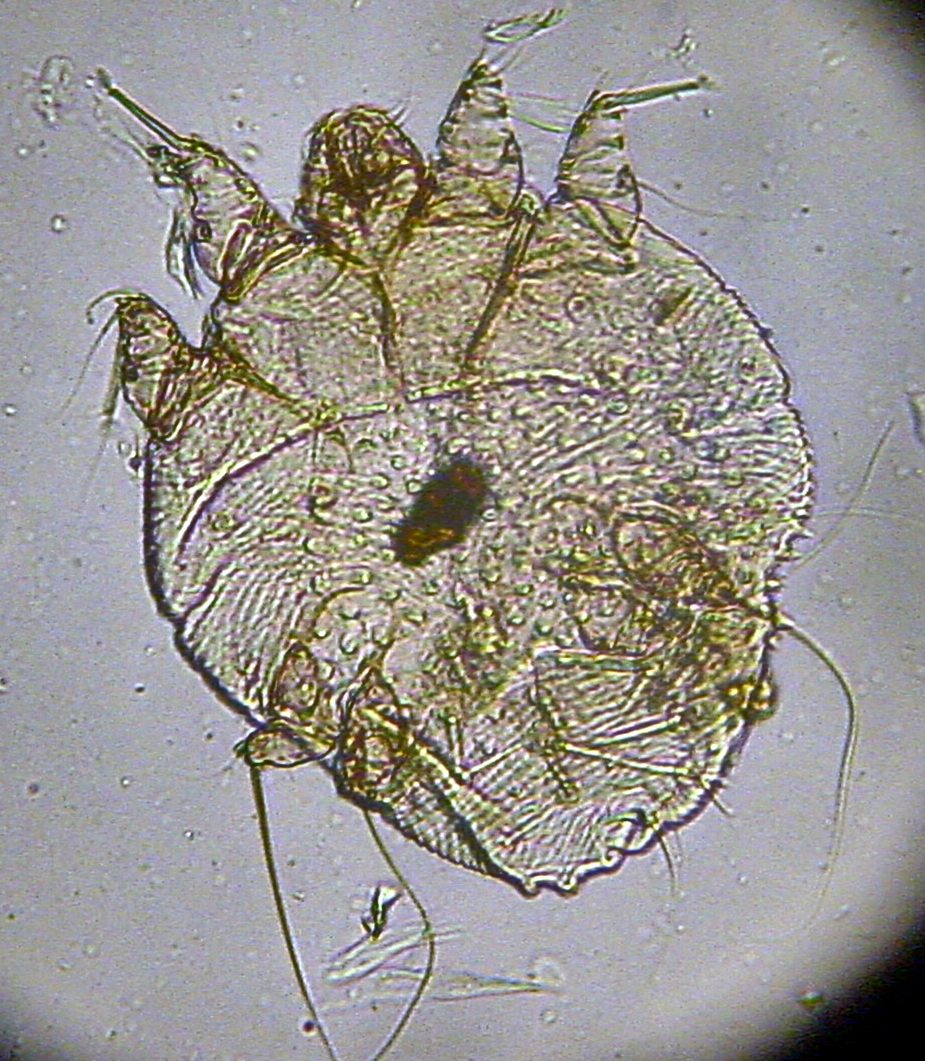
Sarcoptesmilbe

## Parasit
Die Scabies des Menschen wird durch die wirtsspezifische humane Krätzemilbe (Sarcoptes scabiei varietas hominis) ausgelöst, die zu den Grabmilben (Gattung Sarcoptes) gehört. Grabmilben von Hund und Katze lassen sich morphologisch nicht unterscheiden. Krätze bei Tieren wird umgangssprachlich Räude genannt, wobei hier auch andere Milben vorkommen. Außer den Haarbalgmilben können die meisten dieser Parasiten auch den Menschen als Fehlwirt befallen und eine Pseudokrätze oder Trugräude, medizinisch Pseudoscabies, hervorrufen.
Krätzemilben haben eine obligat parasitäre Lebensweise. Als Angehörige der Spinnentiere verfügen sie über acht paarig angeordnete Beine. Typisch für die Milben ist dabei, dass beide hinteren Beinpaare den Rand des gedrungenen Körpers nicht überragen und, genau wie die beiden vorderen Beinpaare, stummelförmig ausgebildet sind. Die Größe der weiblichen Exemplare beträgt in Länge × Breite etwa 350 × 280 µm, männliche Milben erreichen 240 × 150 µm. Charakteristisch ist das Vorhandensein von Haftscheiben, die einem ungegliederten Stiel aufsitzen und an den Beinen befestigt sind. Weibliche Milben tragen diese Organe nur an den drei vorderen Beinpaaren, die Männchen an allen Beinpaaren.
Eine weibliche Milbe erreicht ein Alter von 40 bis 60 Tagen. Nur die Weibchen legen Bohrkanäle in der Hornschicht (Stratum corneum) der Epidermis (Oberhaut) an (circa 0,5–5 mm pro Tag), in denen sie täglich zwei bis drei ihrer Eier und ihren Kot deponieren. Aus den Eiern schlüpfen nach zwei bis drei Tagen Larven. Die Entwicklung der Milben läuft vom Ei über ein Larven- und zwei Nymphenstadien zum adulten Tier. Die geschlüpften Larven schwärmen zur Hautoberfläche und leben zunächst in Hautfalten und Haarfollikeln. Nach 9 bis 17 Tagen sind sie geschlechtsreif und paaren sich. Die Milben finden ihren Wirt durch Orientierung an Geruchs- und Temperaturgradienten. Aufgrund ihrer geringen Größe zwischen 0,3 und 0,5 Millimeter sind die Tiere mit dem bloßen Auge nur als Punkt erkennbar. Außerhalb des menschlichen Körpers verlieren die Milben bei wohnungsüblichen Temperaturen ihre Ansteckungsfähigkeit binnen 48 Stunden und sterben ab. Bei über 50 Grad Celsius werden die Milben binnen 10 Minuten abgetötet. Bei Temperaturen unter 16 Grad Celsius wird die Beweglichkeit der Milben eingeschränkt und sie verlieren die Fähigkeit sich in die Haut einzugraben. Um den Befall eines Menschen auszulösen, ist eine einzige weibliche Milbe oder mehrere verschiedengeschlechtliche Larven ausreichend. Aufgrund ihrer langsamen Beweglichkeit und der geringen Milbenzahl bei Patienten mit intaktem Immunsystem findet die Mehrheit der Übertragungen bei länger dauerndem engeren Kontakt statt. Die Männchen sterben bald nach der Paarung, während die Weibchen sich zur Eiablage in die Hornschicht der Epidermis einbohren.

## Epidemiologie
Krätze wird oft mit unhygienischen Verhältnissen und Verwahrlosung assoziiert. Dabei haben Krätzmilben nicht unbedingt mit unhygienischen Lebensverhältnissen zu tun, sondern breiten sich – ähnlich wie Läuse – dort aus, wo viele Menschen zusammenkommen. Betroffen sind besonders Alten- und Pflegeheime, aber auch Kindergärten, Schulen und sogar Krankenhäuser. Krätze wird von Mensch zu Mensch durch Hautkontakt übertragen. Das Bestehen eines indirekten Infektionswegs mittels Wohn- bzw. Kleidungstextilien wird angenommen.
Bei intaktem Immunsystem und guten hygienischen Umständen hält die Immunreaktion des Körpers die Milbenzahl auf einem relativ niedrigen Niveau. Bei vorhandener Immunsuppression, z. B. durch eine Infektion mit dem HI-Virus, kann es zu einer explosionsartigen Vermehrung der Milben kommen. Das hierbei entstehende Krankheitsbild, Scabies norvegica, unterscheidet sich signifikant in Aussehen, Intensität und Infektiosität von der klassischen Scabies.
In weiten Teilen der tropischen Klimazone ist Krätze eine massenhaft verbreitete Erkrankung und erreicht Befallsraten von bis zu 15 % der Allgemeinbevölkerung. Populationen mit niedrigem sozialen Status oder beengten Wohnverhältnissen sind verhältnismäßig überbetroffen, hier sind Befallsraten von sieben von zehn Personen beschrieben.

## Symptome

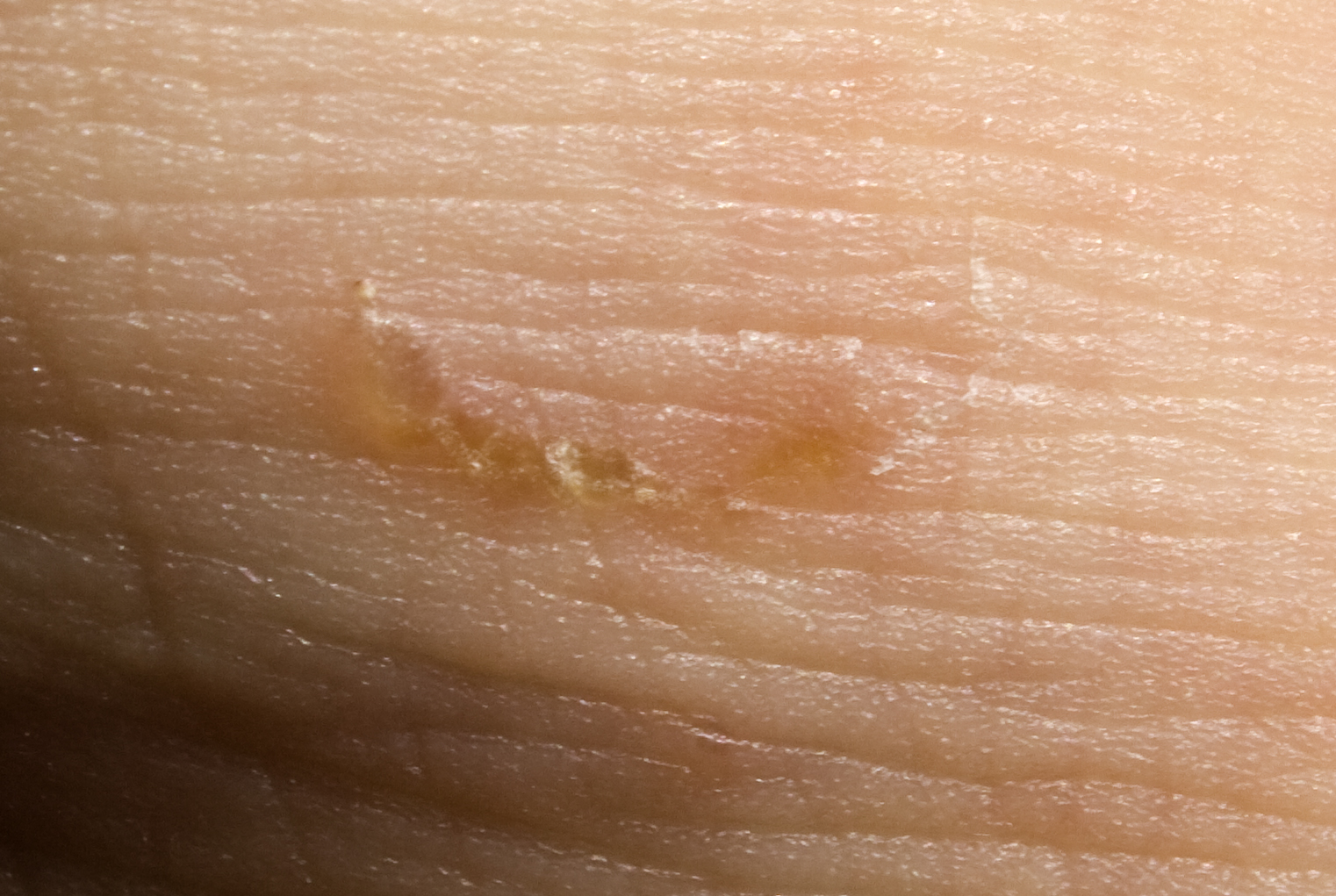
Bohrkanal einer Milbe am Fuß. Die Milbe ist links oben als bräunlicher Punkt erkennbar.

Krätzemilben bevorzugen Körperstellen mit dünner Hornschicht und hoher relativer Körpertemperatur. Es werden vor allem Fingerzwischenräume, Handgelenke, Gesäß, Genitalien, Ellbogen, Achseln, Bauchnabel, der Bereich hinter den Ohren, Gürtelgegend, Knie, Gelenkbeugen, Füße und Fußgelenke befallen. Bei Kleinkindern und bei Scabies norvegica (s. o.) können auch Nacken und Kopf befallen sein.
Nach der Erstinfektion verläuft die Erkrankung in den ersten zwei bis fünf Wochen meist asymptomatisch. Nach dieser Zeit kommt es zu einer Immunreaktion gegen Milbenprodukte (Milbenprotein, Eier, Kot) und einer damit einhergehenden typisch juckenden Hautreaktion.
Bei einem Zweitbefall treten die Beschwerden aufgrund der bestehenden Sensibilisierung des Immunsystems binnen eins bis vier Tagen nach Infektion auf.
Die Absonderungen der Milben bringen Bläschen, Vesikel, Papulovesikel, Papeln, Pusteln, Quaddeln, Infiltrationen und als Sekundärläsionen Krusten, Kratzwunden und Furunkel hervor. Auch nicht befallene Körperstellen, z. B. das Gesicht, können allergische Reaktionen zeigen. Ein Juckreiz an Stellen, die selbst nicht befallen sind, spricht also nicht zwingend gegen eine Krätzeinfektion. Dieser oft generalisierte Juckreiz bei nur einzelnen lokal sichtbaren Hautveränderungen ist charakteristisch für Krätze. Der oft sehr intensive Juckreiz tritt bei leichtem Milbenbefall meist nur nachts auf, da die Bettwärme die Juckreizschwelle senkt. Durch das – oft unwillkürliche – Aufkratzen der entstandenen Hautpapeln/-bläschen entstehen Hautläsionen.
Bei Patienten mit intaktem Immunsystem finden sich rund ein Dutzend lebende Milben am Körper. Bei Babys finden sich aufgrund der Unfähigkeit sich zu kratzen bis zu mehrere 100 Milben.
Krätze kann in unterschiedlicher Ausprägung auftreten und wird daher entsprechend in spezielle Sonderformen unterteilt:
- Gepflegte Scabies
- Bullöse Scabies
- Nodöse Scabies
- Borkenkrätze bzw. Scabies norvegica (crustosa)

Gepflegte Scabies: Die Erkrankten betreiben bei dieser Form der Krätze eine intensive Körperpflege zur Kaschierung der sichtbaren Symptome. Dabei kommen Kosmetika zum Einsatz. Eine eindeutige Diagnose kann aufgrund der Hautveränderungen häufig schwer gestellt werden.
Bullöse und nodöse Scabies: Eine starke Ausprägung stark juckender, rötlich-bräunlicher Knötchen ohne Milbenbefall ist bei diesen Arten der Krätze charakteristisch. Jedoch können die Knötchen nach einer erfolgreichen Behandlung in Einzelfällen monatelang sichtbar bleiben. Bei der bullösen Scabies kommt es zu Blasenbildung. Diese Krätzenform tritt vermehrt bei Kindern und Jugendlichen auf.

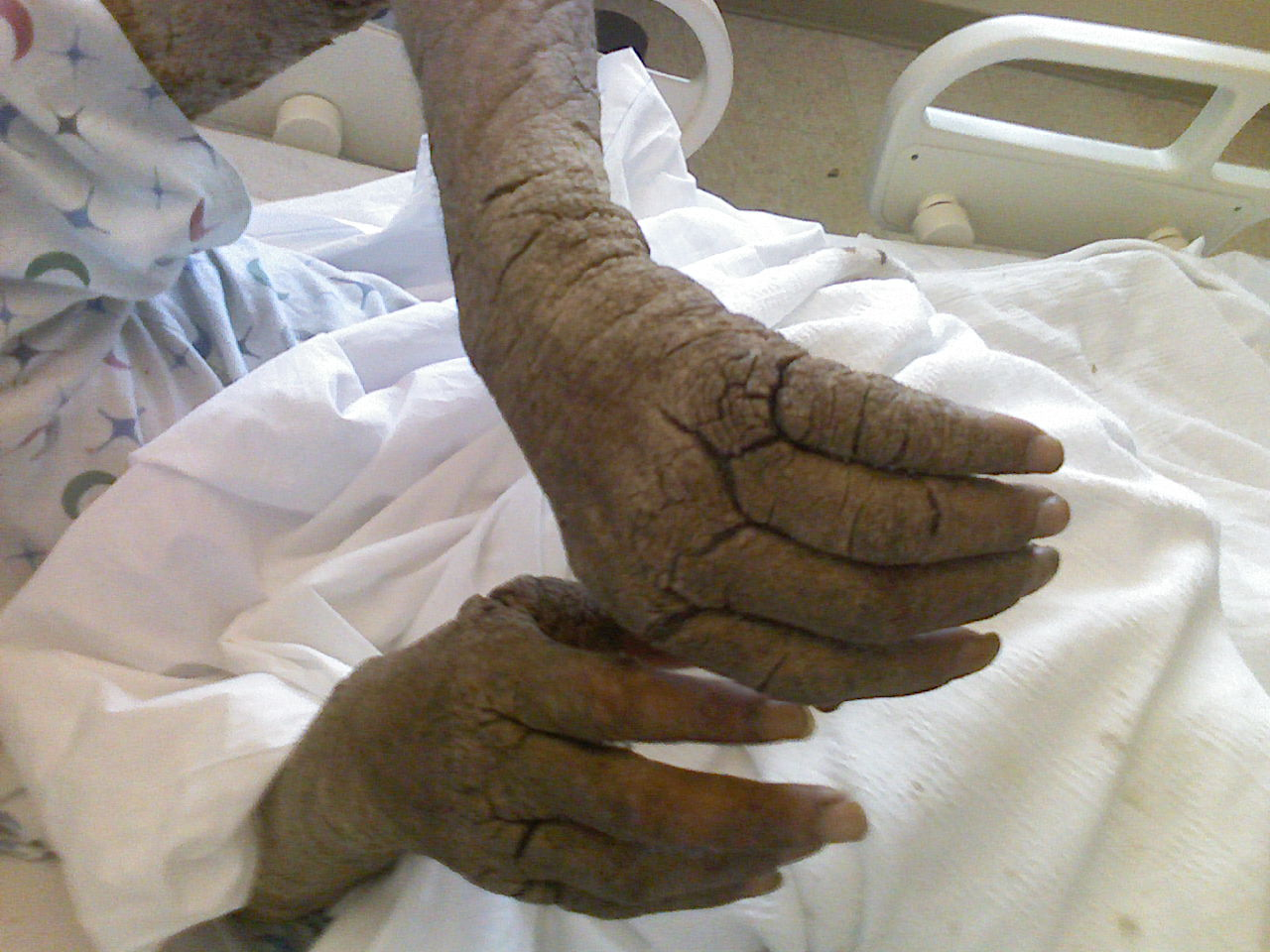
Sonderform Scabies norvegica (Borkenkrätze) bei einem durch AIDS immungeschwächten Patienten

Borkenkrätze: Die Scabies norvegica (crustosa) unterscheidet sich extrem von allen anderen Krankheitsformen, da es hier zu einem sehr starken Milbenbefall kommt. Durch ungehemmte Milbenvermehrung bei krankheits- oder altersbedingt geschwächtem Immunsystem können auf und in der Haut eines schwer befallenen Patienten mehrere Millionen lebende Milben vorkommen. Während bei intaktem Immunsystem eine effektive zelluläre Immunantwort durch T-Zellen die Milbenvermehrung kontrolliert, bildet sich bei der Borkenkrätze eine ineffektive allergische Immunantwort aus. Dadurch wird das Ansteckungsrisiko deutlich erhöht und es kommt auch regelhaft bei kurzen Hautkontakten zu Übertragungen. Bei rund 40 % der Patienten lässt sich kein Risikofaktor für eine Immunschwäche feststellen, hier wird von einer genetisch bedingten Empfindlichkeit für die Verlaufsform durch eine veränderte zellevermittelte Immunantwort ausgegangen. Es kommt am gesamten Körper zu einer als Erythrodermie bezeichneten Hautrötung. Zudem bilden sich zahlreiche Schuppen, die kleine bis mittlere Größe erreichen. Dicke Hornhautschichten (Hyperkeratosen) entstehen vor allem an Hand- und Fußflächen. Bis zu 15 Millimeter können die vor allem an Fingern, Ellbogen, Handrücken und Handgelenken entstehenden dicken Borken messen. Doch kann sich die Borkenkrätze durchaus auch in Richtung Fußsohlen, Rücken, Ohren und Kopfhaut ausbreiten. Das deutlichste Symptom der Krätze, der Juckreiz, kann bei der Borkenkrätze jedoch völlig fehlen. Infolge des fehlenden Leitsymptoms kann die Borkenkrätze auch als Psoriasis, ein kutanes T-Zell-Lymphom oder ein Austrocknungsekzem fehlgedeutet werden. Häufig wird die Borkenkrätze erst diagnostiziert, nachdem Fälle im Umfeld des Ursprungsfalls auf die korrekte Diagnose hinweisen.
Komplikationen können in Form von einer meist staphylogenen Superinfektion auftreten. Diese kann Abszesse, Lymphangitis und Sepsis hervorrufen.

## Behandlung
Therapie der ersten Wahl ist sowohl bei Kindern ab dem 3. Lebensmonat als auch bei Erwachsenen die Anwendung einer 5-prozentigen Permethrincreme, die oft nach einmaliger Anwendung die Krätzmilben abtötet. Bei jüngeren Kindern gibt es keine zugelassene Therapie, daher kann hier ebenfalls mangels Alternative Permethrin 5 % unter strenger ärztlicher Aufsicht eingesetzt werden. Permethrin ist ein Insektizid aus der Gruppe der Pyrethroide. Es wirkt trotz besserer Wirksamkeit gegen die Milben weniger toxisch auf den Menschen als die früher eingesetzten Lindan-Zubereitungen. Die Verträglichkeit der Permethrin-Behandlung ist sehr gut. Um die Krätze zu heilen, müssen die auf dem Menschen befindlichen weiblichen Milben abgetötet werden. Hierzu ist eine umfassende Eincremung mit der Permethrincreme notwendig. Bei Verdacht auf Anwendungsfehler oder auch bei einem Befall der Fußsohlen, Handinnenflächen oder ausgedehnten verhornendem Befall sollte die Behandlung nach einer Woche wiederholt werden. Es gibt deutliche Hinweise auf Resistenzentwicklungen gegenüber Permethrin.
Als Therapie der zweiten Wahl ist Ivermectin etabliert, welches als Tablette verabreicht wird. Bei Patienten mit ausgedehntem Befall, schlechtem Immunsystem oder Unfähigkeit zur Umsetzung der Behandlung mit Cremes kann Ivermectin als Mittel der ersten Wahl verwendet werden. Die Behandlung sollte zur Sicherstellung des Therapieerfolgs binnen 7–15 Tagen wiederholt werden, wenn noch Zeichen einer Erkrankung bestehen, bei Immunschwäche oder ausgedehntem Befall. Bei Ausbrüchen in Heimen oder Massenunterkünften oder Situationen, bei denen mehrere Patienten gleichzeitig betroffen sind, kann Ivermectin auch als Mittel der ersten Wahl und Wiederholung nach ein bis zwei Wochen eingesetzt werden, um die Infektionsketten sicher zu unterbrechen.
Weiterhin ist eine Behandlung mit Crotamiton als Creme möglich, wobei diese eine schlechtere Wirksamkeit als Permethrin und Ivermectin aufweist. Im Gegensatz zu Permethrin muss die Creme drei bis fünfmal an aufeinanderfolgenden Tagen angewendet werden.
Eine weitere örtliche Behandlung ist die Verwendung einer Emulsion mit Benzylbenzoat. Bevor die Behandlung beginnt, sollte der Körper gründlich gereinigt werden, danach kann die Emulsion von Kopf bis Fuß eingerieben werden. Drei aufeinanderfolgende Tage lang sollte diese Emulsion aufgetragen werden, danach muss die Behandlung – auch bei fortbestehendem Juckreiz – abgebrochen werden. Am vierten Tag ein Vollbad nehmen, bei bestehendem Juckreiz den Arzt kontaktieren. Bei empfindlicher Haut (vor allem bei Personen mit Parfümallergien oder anderen Hautallergien) kann es zu einer Überempfindlichkeitsreaktion kommen. Da dieses Mittel sehr preisgünstig ist, ist es in Osteuropa immer noch die bevorzugte Wahl für die Behandlung der Krätze. Westeuropäische Studien weisen auf einen Wirkungsgrad von 50 % hin. Eine unabhängige Studie der WHO im Senegal ergab jedoch einen viel besseren Wirkungsgrad von Benzylbenzoat.
Zur systemischen Therapie an Tieren stehen verschiedene Avermectine zur Verfügung.
Unabdingbar ist die Mitbehandlung der Kontaktpersonen. Da es ca. 6 Wochen von der Ansteckung bis zu den ersten sichtbaren Zeichen der Erkrankung dauern kann, können die Kontaktpersonen einer infizierten Person bereits angesteckt sein, ohne dass sie es bemerken. Empfohlen wird daher die parallele Behandlung nicht nur des Erkrankten, sondern aller im selben Haushalt lebenden Personen, ebenso aller Personen, mit denen der Betroffene in den letzten 6 Wochen Geschlechtsverkehr hatte (da die Ansteckung einen kurzen Hautkontakt erfordert, steckt man meist die eigene Familie an oder eben Menschen, mit denen man ein Bett teilt). Menschen, die nicht in diesen Personenkreis fallen, die aber z. B. häufig in der Wohnung des Betroffenen zu Besuch waren, werden nicht mitbehandelt, sollten aber informiert sein, dass prinzipiell eine Ansteckung erfolgt sein kann (z. B. über Sitzen auf einer nicht abgesaugten Couch, Benutzung einer Decke etc.) und sie bei beginnenden Symptomen (Juckreiz am ganzen Körper, gangartige Hautveränderungen v. a. im Handbereich) einen Arzt aufsuchen.
Ebenso wichtig ist die Abtötung der Milben, die sich v. a. in Kleidung und Bettwäsche des Betroffenen sammeln, und zwar parallel mit der Behandlung der Haut, da man sich sonst aus seiner eigenen Kleidung erneut anstecken kann. Die Sanierung der Wäsche kann durch Waschen bei mindestens 50 °C oder Lagerung in verschlossenen Plastiksäcken bei mindestens 21 °C für 4 Tage erfolgen.
Gegen Krätze bildet der Körper keine Immunität. Nach erfolgreicher Therapie kann man sich jederzeit erneut anstecken. Da in der Regel Personen im Umfeld mitbetroffen sind, sollte man bis etwa acht Wochen, nachdem die letzte Person im Umfeld symptomfrei ist, sehr vorsichtig sein mit engerem, körperlichen Kontakt. Oft kommt es zum Ping-Pong-Effekt, d. h. ein bereits von der Krätze Geheilter steckt sich im Bekanntenkreis erneut an. Es ist immer eine genaue Nachkontrolle bis hin zu Monaten erforderlich, um sicher zu sein, dass die Erkrankung geheilt wurde.

## Als Tropenkrankheit
Krätze kommt zunehmend seltener in den Industrieländern vor, ist jedoch weiter eine endemische, weitverbreitete Krankheit in den Tropen mit weltweit 130 Millionen Infizierten. Die WHO hat die Krätze daher 2013 zunächst als vernachlässigte Tropenkrankheit eingeordnet, jedoch anders als für die anderen 17 Krankheiten kein Programm erarbeitet.  Besonders auf den Inseln des Pazifischen Ozeans (Ozeanien) ist die Krätze sehr verbreitet mit einer Prävalenz von bis zu 40 % und einer Impetigo als häufige bakterielle Superinfektion in bis zu 25 %. Eine Einzelbehandlung ist in den Tropen wenig zielführend, da es sehr häufig zur Neuinfektion durch Familienangehörige oder Freunde kommt.
Seit einer panamaischen Studie von 1991 wird zur Gruppentherapie eine Permethrin-Crème empfohlen. In einer australisch-fidschianischen Cluster-randomisierten Vergleichsstudie („SHIFT“-Studie) mit über 2.000 Teilnehmern wurde auf mehreren kleineren Inseln der Eastern Division von Fidschi eine bevölkerungsweite Therapie mit topischem Permethrin und eine mit Ivermectin in Tablettenform gegen eine Kontrollgruppe verglichen, bei der nur Patienten mit Krätze behandelt wurden. Dabei zeigte sich eine signifikante Überlegenheit der bevölkerungsweiten Therapie mit einer relativen Reduktion der Prävalenz nach einem Jahr um 49 % in der Kontrollgruppe mit Einzelbehandlung, aber 62 % bei der Gruppentherapie mit Permethrin und 92 % unter Ivermectin-Gruppentherapie, obwohl dieses nur einmal ausgegeben wurde und eine zweite Dosis nur bei verkrusteter Krätze nach sieben bis vierzehn Tagen gegeben wurde. Ebenso reduzierte sich signifikant die Prävalenz der Impetigo mit einer relativen Prävalenzreduktion 32 % in der Kontrollgruppe, 54 % unter Permethrin und 67 % unter Ivermectin. Ernsthafte oder bleibende unerwünschte Wirkungen wurden nicht beobachtet.

## Medizingeschichte
Eine Schilderung in der Bibel gilt als älteste Beschreibung der Scabies. In Schriften der antiken Griechen und Römer war die Übertragbarkeit der Krankheit beschrieben.  Vom römischen Autor Celsus ist eine Beschreibung von Krätze bei Schafen und deren Behandlung mit Schwefel und Teer beschrieben.
Als Entdecker des Zusammenhangs zwischen Milbenbefall und der schon zuvor bekannten Krätze gilt der italienische Arzt Giovanni Cosimo Bonomo zusammen mit Giacinto Cestoni im Jahr 1687. Damit war Scabies die erste Erkrankung, welche einer kausal fassbaren Ursache zugeschrieben werden konnte. Bonomos Entdeckung geriet in Vergessenheit und die Existenz der Milbe wurde durch Nadelaspiration einer Milbe durch den Medizinstudenten Francois Renucci aus einer Hautläsion einer Patientin 1834 in Paris demonstriert um die Kausalität der Milbe als Krankheitsauslöser herauszustellen. Der österreichische Hautarzt Ferdinand von Hebra widmete der Krätze im 19. Jahrhundert erstmalig ein umfangreiches wissenschaftliches Schrifttum. Während des Zweiten Weltkriegs gewann der britische Entomologe Kenneth Mellanby grundlegende Erkenntnisse zur Biologie und Infektiosität der Krätzmilbe an erkrankten Soldaten und Wehrdienstverweigerern der britischen Armee.

## Juristische Aspekte
Das deutsche Gesetz zur Verhütung und Behandlung von Infektionskrankheiten beim Menschen (Infektionsschutzgesetz, IfSG) verlangt von Gemeinschaftseinrichtungen nach § 33 (Schulen, Kindertagesstätten, Heimen, Ferienlager etc.) unter anderem bei Krätze besondere Maßnahmen. Nach § 34 Abs. 1 IfSG dürfen in Gemeinschaftseinrichtungen Beschäftigte mit Krätzebefund keine Tätigkeiten ausüben, bei denen sie Kontakt zu den Betreuten haben. Betreute mit Krätzebefund dürfen die Räume der Gemeinschaftseinrichtung nicht benutzen und an den Veranstaltungen der Gemeinschaftseinrichtung nicht teilnehmen.
Beschäftigte und Betreute mit Krätzebefund bzw. deren Sorgerechtsinhaber haben nach § 34 Abs. 5 IfSG die Leitung der Gemeinschaftseinrichtung unverzüglich darüber zu informieren. Die Leitung einer Gemeinschaftseinrichtung hat nach § 34 Abs. 6 IfSG dem zuständigen Gesundheitsamt krankheits- und personenbezogene Angaben über den Sachverhalt zu machen.
Nach dem Bundesrecht Deutschlands besteht keine krankheits- oder erregerspezifische Meldepflicht gemäß IfSG.  Nach dem Recht Sachsens besteht nach § 1 Absatz 1 Nummer 19 Sächsische Infektionsschutz-Meldeverordnung eine namentliche Meldepflicht für die Erkrankung sowie dem Tod an Skabies.
Nach dem Recht der Schweiz sind Häufungen von Fällen dem kantonsärztlichen Dienst zu melden.